# Consejo Nacional de Austria
El Consejo Nacional de Austria (Alemán: Nationalrat) es una de las dos cámaras del Parlamento de Austria. De acuerdo con la Constitución de Austria, el Consejo Nacional comparte el poder legislativo como cámara baja con el Consejo Federal (Bundesrat). En la práctica, el Consejo Nacional reúne la mayoría de los poderes legislativos de la República.

## Responsabilidades
El Consejo Nacional es donde se concentra la autoridad legislativa federal de Austria; para que un proyecto de ley se convierta en ley federal, debe ser aprobado por esta Cámara. Los proyectos de ley aprobados por el Consejo Nacional se envían al Consejo Federal para corroboración. Si el Consejo Federal aprueba el proyecto de ley o simplemente no hace nada durante ocho semanas, el proyecto de ley ha de ser aprobado. Si el Consejo Federal vetara el proyecto de ley, el Consejo Nacional podría todavía obligarlo a aplicarlo básicamente simplemente pasándolo de nuevo; una resolución del Consejo Nacional que anule una objeción del Consejo Federal simplemente tiene que cumplir con un cuórum más alto que una resolución regular. En otras palabras, el Consejo Federal no tiene ningún poder real para impedir la adopción de la legislación, siendo el Consejo Nacional trivialmente capaz de anularla. Hay tres excepciones a esta regla:
- Las leyes o reglamentos constitucionales que limitan las competencias de los estados federales
- Leyes relativas a los derechos del propio Consejo Federal
- Tratados relativos a la jurisdicción de los estados federales.

La aprobación del Consejo Nacional también es necesaria para que se ejerzan la mayoría de las prerrogativas de la Asamblea Federal. Por ejemplo, las mociones para convocar a un referéndum para que el electorado retire al presidente y las mociones para declarar la guerra necesitan una mayoría de dos tercios en el Consejo Nacional. Sólo las mociones para acusar al Presidente también pueden ser del Consejo Federal.

## Elecciones
Los 183 miembros del Consejo Nacional son elegidos por voto popular a nivel nacional por un período de cinco años; cada austríaco de dieciséis años o más el día de la elección tiene derecho a un voto. Las elecciones del Consejo Nacional son elecciones generales. El sistema de votación tiene como objetivo la representación proporcional de partidos, utiliza listas parcialmente abiertas y es relativamente sencillo:
- A los efectos de las elecciones al Consejo Nacional, los nueve estados de Austria comprenden distritos electorales regionales. Los nueve distritos electorales regionales se subdividen en un total de 43 distritos electorales locales. Los partidos políticos presentan listas separadas de candidatos para cada distrito, regional o local, en el que han decidido dirigirse. También presentan una lista federal.
- Los votos emitidos se contabilizan primero dentro de sus distritos electorales locales. Dado que hay 43 distritos locales pero 183 escaños para llenar, la mayoría de los distritos locales son distritos de varios miembros. El número de asientos asignados a cada distrito local se basa únicamente en la población del distrito electoral, según lo establecido en el último censo; las reglas de partición y distribución son lo suficientemente simples para evitar que el gerrymandering se convierta en un problema. El número de votos requeridos para ganar un asiento es simplemente el número de votos dividido por el número de asientos asignados al distrito en cuestión. Por ejemplo, si 150,000 votos son emitidos en un distrito local de cinco asientos, se necesita 30.000 votos para ganar un asiento. Si un partido ha anotado 61.000 votos de los 150.000 votos emitidos, tiene derecho a dos escaños, que serán tomados por los dos primeros candidatos en la lista del distrito local del partido. Dado que 60.000 votos habrían sido suficientes para ganar dos escaños, 1000 votos quedan sin contar con esta primera ronda de conteo.
- Cualquier voto que no se contabilice a nivel local se trata a nivel regional, siempre que el partido para el que se haya votado haya obtenido al menos el cuatro por ciento del voto total regional.[cita requerida] El sistema es análogo al usado en el nivel del distrito; el número de asientos asignados a un distrito regional es simplemente el número de asientos asignados a uno de sus distritos locales constituyentes, pero no se llenan durante la primera ronda de conteo.
- Cualquier voto que no se contabilice a nivel regional tampoco se trata a nivel federal, siempre y cuando el partido para el que se ha votado haya obtenido al menos el cuatro por ciento del voto federal total. El método D'Hondt se utiliza para asignar todos los puestos del Consejo Nacional que queden por llenar.

Además de votar por una lista de partidos, los votantes pueden expresar preferencia por un candidato individual. Un candidato que reciba suficientes votos personales puede subir de rango en su lista de partidos del distrito; los votantes tienen así un cierto grado de influencia en cuanto a qué individuo particular gana qué asiento particular. No es posible, sin embargo, votar simultáneamente por el partido X, pero ejercer influencia en los rankings de candidatos en la lista de partidos del partido Y.

## Peculiaridades

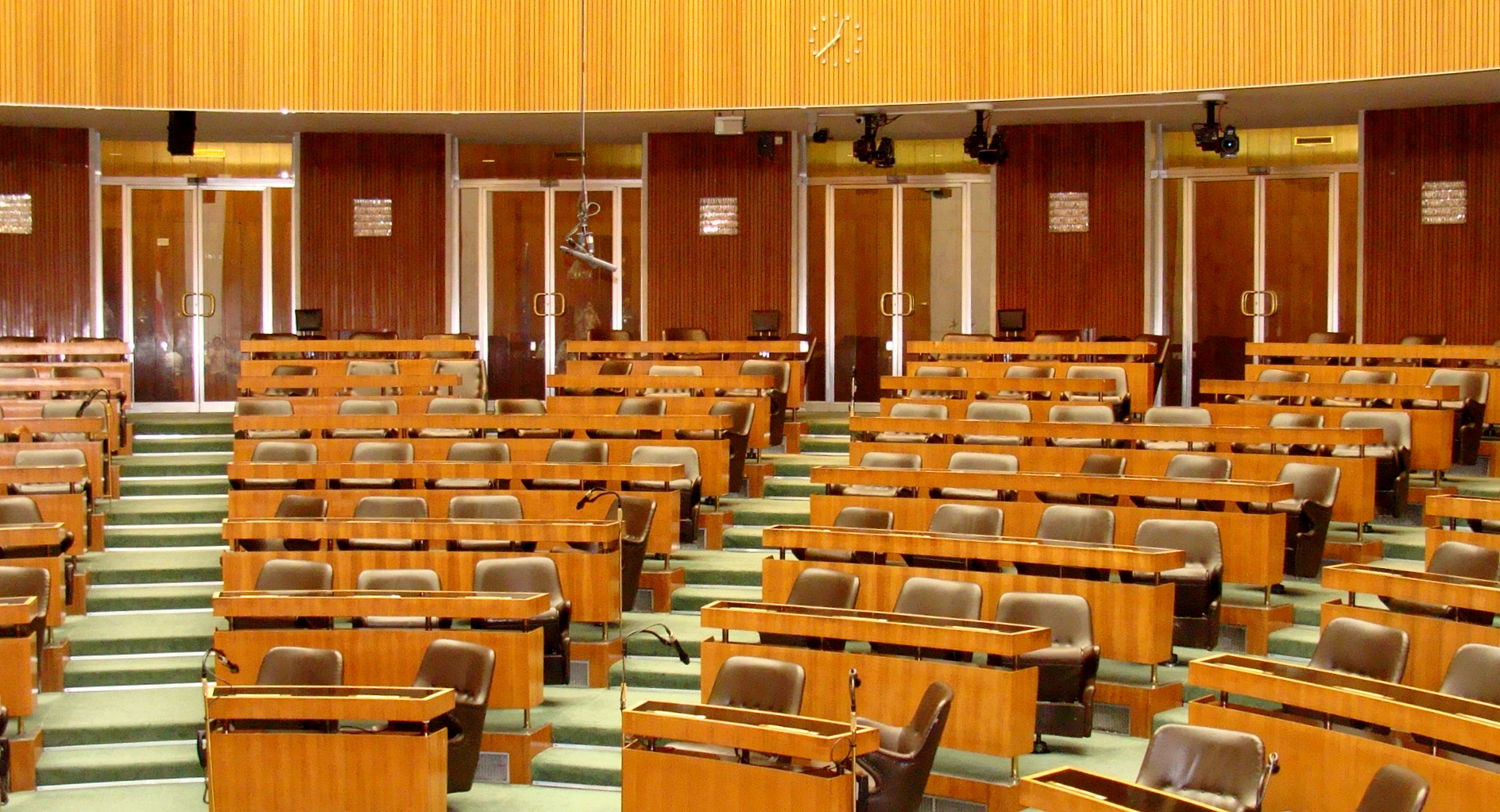
Asientos en el Consejo Nacional

La Constitución federal de Austria define a Austria como una democracia semipresidencial: se supone que el poder ejecutivo del gobierno está encabezado por el Presidente pero también debe responder ante el Poder Legislativo. En la práctica, sin embargo, el presidente de Austria no desempeña ningún papel en la administración, que queda a cargo del Canciller y del Gabinete, que dependen de la confianza del Consejo Nacional. Si bien el presidente tiene la autoridad teórica para disolver un Consejo Nacional hostil, la convención constitucional impide que este poder se ejerza, excepto por recomendación del Canciller. En consecuencia, Austria funciona como una democracia parlamentaria: a todos los efectos, el gabinete está sujeto a la aprobación del Consejo Nacional, siendo el presidente poco más que una figura ceremonial con facultades muy limitadas.
Una discrepancia relacionada entre la teoría constitucional austríaca y la práctica política austríaca es que la Constitución define al Presidente del Consejo Nacional como el segundo funcionario público más alto de Austria, sólo para el presidente propio. En la práctica, el presidente del Consejo Nacional es un representante de significación bastante moderada: ejercer menos poder que el presidente por medios de extensión que ejercen menos poder que el Canciller o incluso la mayoría de los ministros federales. Por lo tanto, el presidente del Consejo Nacional actúa sobre todo como moderador más o menos no partidario del debate parlamentario.

## Resultados de las elecciones de 2024
|  | 28.85 % |

|  | 26.27 % |

|  | 21.24 % |

|  | 9.14 % |

|  | 8.24 % |

|  | 2.39 % |

|  | 2.02 % |

|  | 0.58 % |

|  | 0.57 % |

|  | 0.41 % |

|  | 0.40 % |

|  | 0.00 % |

|  | 99.05 % |

|  | 0.95 % |

|  | 100.00 % |

|  | 77.68 % |

- Wikimedia Commons alberga una categoría multimedia sobre Consejo Nacional de Austria.

## Composición del Consejo Nacional

### Grupos parlamentarios
| Grupo Parlamentario | Grupo Parlamentario                                                                   | Líder                 | Escaños |
| ------------------- | ------------------------------------------------------------------------------------- | --------------------- | ------- |
|                     | Partido de la Libertad de Austria Freiheitliche Partei Österreichs                    | Herbert Kickl         | 57      |
|                     | Partido Popular Austríaco Österreichische Volkspartei                                 | Christian Stocker     | 51      |
|                     | Partido Socialdemócrata de Austria Sozialdemokratische Partei Österreichs             | Andreas Babler        | 41      |
|                     | NEOS – La Nueva Austria y Foro Liberal NEOS - Das Neue Österreich und Liberales Forum | Beate Meinl-Reisinger | 18      |
|                     | Los Verdes-La Alternativa Verde Die Grünen-Die Grüne Alternative                      | Leonore Gewessler     | 16      |
| Fuente: Nationalrat |                                                                                       |                       |         |

### Mesa
| Cargo                  | Titular           | Lista |
| ---------------------- | ----------------- | ----- |
| Presidente             | Walter Rosenkranz | FPÖ   |
| Vicepresidente primero | Peter Haubner     | ÖVP   |
| Vicepresidenta segunda | Doris Bures       | SPÖ   |

## Histórico de resultados y distribución de escaños
| 72  | 69 | 26  |
| SPÖ | CS | DNP |

| 69  | 85 | 21   | 7  |
| SPÖ | CS | GDVP | LB |

| 68  | 82 | 10   | 5  |
| SPÖ | CS | GDVP | LB |

| 71  | 85 | 9  |
| SPÖ | CS | LB |

| 72  | 66 | 19   | 8  |
| SPÖ | CS | GDVP | HW |

| 4   | 76  | 85  |
| KPÖ | SPÖ | ÖVP |

| 5   | 67  | 77  | 16  |
| KPÖ | SPÖ | ÖVP | VdU |

| 4   | 73  | 74  | 14  |
| KPÖ | SPÖ | ÖVP | VdU |

| 3   | 74  | 82  | 6   |
| KPÖ | SPÖ | ÖVP | FPÖ |

| 78  | 79  | 8   |
| SPÖ | ÖVP | FPÖ |

| 76  | 81  | 8   |
| SPÖ | ÖVP | FPÖ |

| 74  | 85  | 6   |
| SPÖ | ÖVP | FPÖ |

| 81  | 78  | 6   |
| SPÖ | ÖVP | FPÖ |

| 93  | 80  | 10  |
| SPÖ | ÖVP | FPÖ |

| 93  | 80  | 10  |
| SPÖ | ÖVP | FPÖ |

| 95  | 77  | 11  |
| SPÖ | ÖVP | FPÖ |

| 90  | 81  | 12  |
| SPÖ | ÖVP | FPÖ |

| 80  | 8   | 77  | 18  |
| SPÖ | DGA | ÖVP | FPÖ |

| 80  | 10  | 60  | 33  |
| SPÖ | DGA | ÖVP | FPÖ |

| 65  | 13  | 11  | 52  | 42  |
| SPÖ | DGA | LIF | ÖVP | FPÖ |

| 71  | 9   | 10  | 52  | 41  |
| SPÖ | DGA | LIF | ÖVP | FPÖ |

| 65  | 14  | 52  | 52  |
| SPÖ | DGA | ÖVP | FPÖ |

| 69  | 17  | 79  | 18  |
| SPÖ | DGA | ÖVP | FPÖ |

| 68  | 21  | 66  | 7   | 21  |
| SPÖ | DGA | ÖVP | BZÖ | FPÖ |

| 57  | 20  | 51  | 21  | 34  |
| SPÖ | DGA | ÖVP | BZÖ | FPÖ |

| 52  | 24  | 9    | 47  | 11 | 40  |
| SPÖ | DGA | NEOS | ÖVP | TS | FPÖ |

| 52  | 8   | 10   | 62  | 51  |
| SPÖ | JLP | NEOS | ÖVP | FPÖ |

| 40  | 26  | 15   | 71  | 31  |
| SPÖ | DGA | NEOS | ÖVP | FPÖ |

| 41  | 16  | 18   | 51  | 57  |
| SPÖ | DGA | NEOS | ÖVP | FPÖ |